# Haplothrips
Genre
Haplothrips   est un genre d'insectes thysanoptères de la famille des Phlaeothripidae , originaires d'Eurasie.

## Liste d'espèces
Selon Catalogue of Life (14 août 2013) :
- Haplothrips aculeatus
- Haplothrips articulosus
- Haplothrips cerealis
- Haplothrips clarisetis
- Haplothrips distinguendus
- Haplothrips fuliginosus
- Haplothrips gowdeyi
- Haplothrips graminis
- Haplothrips halophilus
- Haplothrips kurdjumovi
- Haplothrips leucanthemi
- Haplothrips malifloris
- Haplothrips minutus
- Haplothrips nigricornis
- Haplothrips nubilipennis
- Haplothrips preeri
- Haplothrips rectipennis
- Haplothrips reuteri
- Haplothrips robustus
- Haplothrips ruber
- Haplothrips setiger
- Haplothrips shacklefordi
- Haplothrips statices
- Haplothrips subterraneus
- Haplothrips verbasci
- Haplothrips xanthocrepis

Selon ITIS (14 août 2013) :
- Haplothrips aculeatus (Fabricius, 1803)
- Haplothrips articulosus Bagnall, 1926
- Haplothrips cerealis Priesner, 1939
- Haplothrips clarisetis Priesner, 1930
- Haplothrips distinguendus Uzel, 1895
- Haplothrips fuliginosus Schille, 1912
- Haplothrips gowdeyi (Franklin, 1908)
- Haplothrips graminis Hood, 1912
- Haplothrips halophilus Hood, 1915
- Haplothrips kurdjumovi (Karny, 1913)
- Haplothrips leucanthemi (Schrank, 1781)
- Haplothrips malifloris Hood, 1916
- Haplothrips minutus (Uzel, 1895)
- Haplothrips nigricornis Bagnall, 1910
- Haplothrips nubilipennis Hood, 1914
- Haplothrips preeri Hood, 1939
- Haplothrips rectipennis Hood, 1927
- Haplothrips reuteri (Karny, 1907)
- Haplothrips robustus Bagnall, 1918
- Haplothrips ruber (Moulton, 1911)
- Haplothrips setiger Priesner, 1921
- Haplothrips shacklefordi Moulton, 1927
- Haplothrips statices (Haliday, 1836)
- Haplothrips subterraneus J. C. Crawford, 1938
- Haplothrips verbasci (Osborn, 1897)
- Haplothrips xanthocrepis Hood, 1940